# Кріс Кемпбелл
Крістофер Ланді «Кріс» Кемпбелл (англ. Christopher Lundy «Chris» Campbell; нар. 21 вересня 1954, Вестфілд, Нью-Джерсі) — американський борець вільного стилю, чемпіон та срібний призер чемпіонатів світу, срібний призер Панамериканського чемпіонату, срібний призер Панамериканських ігор, володар та срібний призер Кубків світу, бронзовий призер Олімпійських ігор.

## Життєпис
Кріс Кемпбелл є найстаршим борцем США, що виграв медаль на Олімпійських іграх. Коли він завоював свою олімпійську бронзу в 1992 році, він був за місяць від свого 38-го дня народження.
У нього був шанс виграти олімпійську нагороду на 12 років раніше, в 1980 році, проте бойкот адміністрації Картера Олімпіади в Москві не дозволив йому поїхати на ці змагання. Наступного року він виграє чемпіонат світу, доводячи, що він насправді був найкращим у світі на той час.
Потім йому довелося боротися з расизмом та травмами, щоб потрапити на олімпійський килим. Борці на олімпійських змаганнях 1992 року в Барселоні були розділені на дві групи. Переможці груп виборювали золоту/срібну нагороду. Ті, хто посів другі місця — бронзову. Кріс Кемпбелл у своїй групі поступився лише раз — з рахунком 7-0, діючому на той момент олімпійському чемпіону Махарбеку Хадарцеву, що представляв Об'єднану команду (потім на цій Олімпіаді Махарбек здобув своє друге олімпійське золото). Але всі інші три поєдинки Кемпбелл виграв. Це дозволило йому посісти друге місце в групі та отримати шанс поборотися за бронзову нагороду і він ним скористався, вигравши з рахунком 3-1 у Пунцагійна Сухбата з Монголії.
Виступав за борцівський клуб вищої школи свого рідного Вестфілда та за клуб «Sunkist Kids» зі Скоттсдейла — передмістя Фінікса.
Після завершення спортивної кар'єри він став успішним юристом у Сан-Франциско.

## Спортивні результати на міжнародних змаганнях

### Виступи на Олімпіадах
| Змагання                    | Збірна | Вагова категорія          | Місце  |
| --------------------------- | ------ | ------------------------- | ------ |
| Літні Олімпійські ігри 1992 | США    | вільна боротьба, до 90 кг | Бронза |

### Виступи на Чемпіонатах світу
| Змагання                        | Збірна | Вагова категорія          | Місце  |
| ------------------------------- | ------ | ------------------------- | ------ |
| Чемпіонат світу з боротьби 1977 | США    | вільна боротьба, до 82 кг | 5      |
| Чемпіонат світу з боротьби 1981 | США    | вільна боротьба, до 82 кг | Золото |
| Чемпіонат світу з боротьби 1990 | США    | вільна боротьба, до 90 кг | Срібло |
| Чемпіонат світу з боротьби 1991 | США    | вільна боротьба, до 90 кг | 5      |

### Виступи на Панамериканських чемпіонатах
| Змагання                                   | Збірна | Вагова категорія          | Місце  |
| ------------------------------------------ | ------ | ------------------------- | ------ |
| Панамериканський чемпіонат з боротьби 1991 | США    | вільна боротьба, до 90 кг | Срібло |

### Виступи на Панамериканських іграх
| Змагання                  | Збірна | Вагова категорія          | Місце  |
| ------------------------- | ------ | ------------------------- | ------ |
| Панамериканські ігри 1991 | США    | вільна боротьба, до 90 кг | Срібло |

### Виступи на Кубках світу
| Змагання                    | Збірна | Вагова категорія          | Місце  |
| --------------------------- | ------ | ------------------------- | ------ |
| Кубок світу з боротьби 1981 | США    | вільна боротьба, до 82 кг | Золото |
| Кубок світу з боротьби 1984 | США    | вільна боротьба, до 82 кг | Золото |
| Кубок світу з боротьби 1991 | США    | вільна боротьба, до 90 кг | Золото |
| Кубок світу з боротьби 1993 | США    | вільна боротьба, до 90 кг | Бронза |

### Виступи на інших змаганнях
| Змагання                                  | Збірна | Вагова категорія          | Місце  |
| ----------------------------------------- | ------ | ------------------------- | ------ |
| Суперчемпіонат світу з боротьби 1980      | США    | вільна боротьба, до 82 кг | Золото |
| Великі майстри олімпійської боротьби 1990 | США    | вільна боротьба, до 90 кг | Срібло |